# 鲁夫赖圣但尼
鲁夫赖圣但尼（法語：Rouvray-Saint-Denis，法語發音：[ʁuvʁɛ sɛ̃ dəni]）是法国厄尔-卢瓦省的一个市镇，属于沙特尔区。

## 地理
鲁夫赖圣但尼（48°16'42"N, 1°56'41"E）面积19.35 平方千米，位于法国中央-卢瓦尔河谷大区厄尔-卢瓦省，该省份为法国北部内陆省份，北起顺时针与厄尔省、伊夫林省、埃松省、卢瓦雷省、卢瓦-谢尔省、萨尔特省和奧恩省接壤。
与鲁夫赖圣但尼接壤的市镇（或旧市镇、城区）包括：昂东维尔、布瓦索、昂热维尔。
鲁夫赖圣但尼的时区为UTC+01:00、UTC+02:00（夏令时）。

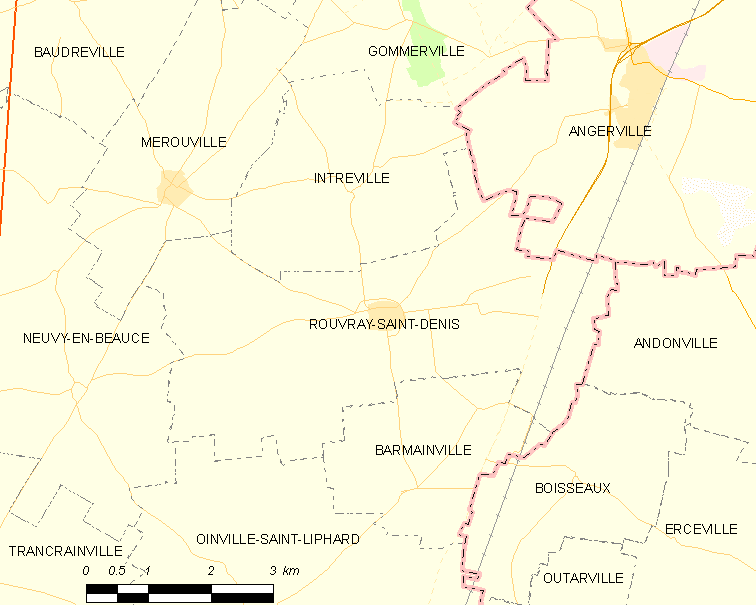
鲁夫赖圣但尼的OSM定位图

## 行政
鲁夫赖圣但尼的邮政编码为28310，INSEE市镇编码为28319。

## 政治
鲁夫赖圣但尼所属的省级选区为莱维拉日沃韦安县。

## 人口

1962-2008年间鲁夫赖圣但尼人口变化图示

鲁夫赖圣但尼于2022年1月1日时的人口数量为345人。